# Антимилитаристская радикальная ассоциация
Антимилитаристская радикальная ассоциация (АРА) — антивоенная организация, бывшая одним из подразделений Транснациональной радикальной партии. Объединяла людей, отказывающихся от военной службы. Изначально АРА была одной из основных неформальных групп, составляющих пацифистское движение в СССР. С 1995 года совместно с Радикальной партией добивалась принятия закона об альтернативной гражданской службе в России. В 1997 году провела «Кампанию гражданского повиновения» в целях резкого увеличения количества официальных требований от призывников о предоставлении им, в соответствии с Конституцией, альтернативной гражданской службы. Также АРА оказывала поддержку тем, кто отказывался от военной службы — защищала их права в судах и проводила консультации. АРА была ликвидирована 23 января 2008 года по решению суда.
Некоторые лозунги АРА:
- Армия для страны, а не страна для армии
- Защитники поневоле — не защитники
- Нет — воинской повинности, да — профессиональной армии
- Воинская повинность — убийство свободы
- Российская армия сегодня — опасность для России.